# Арремон, Хуан Педро
Хуа́н Пе́дро Арремо́н (исп. Juan Pedro Arremón; 8 февраля 1899, Монтевидео — 15 июня 1979) — уругвайский футболист, нападающий, а также тренер. Олимпийский чемпион 1928 года, многократный чемпион Уругвая в составе «Пеньяроля», в котором провёл всю клубную карьеру футболиста.

## Биография
Арремон пришёл в «Пеньяроль» в 1916 году и за два десятилетия, проведённых в этом клубе, выиграл 9 чемпионатов Уругвая. Необходимо отметить, что в 1923—1925 годах футбол в Уругвае был расколот на две части. Параллельно Ассоциации футбола Уругвая в стране действовала Федерация футбола (ФУФ). ФУФ проводила собственный чемпионат и один из них выиграл «Пеньяроль» (в 1924 году). После объединения организаций, в 1926 году прошёл объединительный турнир, статус которого обсуждается до сих пор. Однако 7 титулов Арремона не подвергаются сомнению.
Арремон провёл 4 матча за сборную Федерации футбола Уругвая в 1923—1924 годах.
С 1923 по 1929 год провёл за сборную Уругвая (АУФ) 14 матчей, в которых забил 1 гол. В 1927 году Арремон был игроком основы (он выступал на фланге нападения) сборной на турнире в Перу. Он провёл все три матча и поучаствовал в разгроме (9:0) сборной Боливии, ставшим самой крупной победой в истории Кубка Америки. Арремон забил в этом матче третий гол. Но в последней игре уругвайцы в упорной борьбе уступили Аргентине и остались с серебряными медалями.
Два года спустя Арремон вновь поехал на чемпионат Южной Америки. После сенсационного поражения от Парагвая 0:3, Арремон был включён в основу команды и Уругвай разгромил перуанцев 4:1. Но в третьем матче в присутствии 60 тысяч зрителей уругвайцы с Арремоном уступили хозяевам 0:2 и довольствовались лишь бронзой.
В промежутке между этими двумя турнирами Арремон завоевал титул Олимпийского чемпиона в Амстердаме. Он провёл первый матч своей команды против сборной Нидерландов (2:0), а затем сел на лавку запасных. Уругвай вышел в финал, где ему противостоял самый сильный соперник — сборная Аргентины. Матч закончился вничью и потребовалась переигровка. Тренерскому штабу во главе с Примо Джанотти потребовались свежие силы и он выставил Арремона в основе. В итоге, Уругвай сумел выиграть 2:1 и во второй раз подряд стать Олимпийским чемпионом. После этого Арремон завершил выступления в сборной Уругвая.
По окончании карьеры футболиста Арремон работал в структуре «Пеньяроля», а в 1943 году возглавлял «ауринегрос» в качестве главного тренера.

## Титулы

### Как игрок
- Чемпион Уругвая (9): 1918, 1921, 1924 (ФУФ), 1926, 1928, 1929, 1932, 1935, 1936
- Олимпийский чемпион (1): 1928